# Roy Dotrice
Roy Dotrice (Guernsey, Csatorna-szigetek, 1923. május 26. – London, Anglia, 2017. október 16.) Tony-díjas brit színész.

## Fontosabb filmjei

### Mozifilmek
- Telemark hősei (The Heroes of Telemark) (1965)
- A Twist of Sand (1968)
- Lock Up Your Daughters! (1969)
- Toomorrow (1970)
- The Buttercup Chain (1970)
- Cárok végnapjai (Nicholas and Alexandra) (1971)
- Mesék a kriptából (Tales From The Crypt) (1972)
- Hide and Seek (1972)
- Hármas számú űrbázis (Saturn 3) (1980, hang)
- Kis zűr Korzikán (Cheech & Chong's The Corsican Brothers) (1984)
- Amadeus (1984)
- Eliminators (1986)
- Külvárosi kommandó (Suburban Commando) (1991)
- A jó zsaru (The Good Policeman) (1991)
- Halálforgás (The Cutting Edge) (1992)
- Filmcápák hálójában (Swimming with Sharks) (1994)
- A skarlát betű (The Scarlet Letter) (1995)
- Alien Hunter – Az idegenvadász (Alien Hunter) (2003)
- Drámai pillanatok (These Foolish Things) (2005)
- Played (2006)
- Go Go Tales (2007)
- Hellboy 2. – Az Aranyhadsereg (Hellboy II: The Golden Army) (2008)

### Tv-filmek
- Dickens of London (1976)
- Az idegenek támadása (Alien Attack) (1976)
- Family Reunion (1981)
- Korzikai testvérek (The Corsican Brothers) (1985)
- Shaka Zulu (1986)
- Children of the Dark (1994)
- Mikulás hadművelet (Like Father, Like Santa) (1998)
- Muskétás kisasszony (La Femme Musketeer) (2004)

### Tv-sorozatok
- Alfa holdbázis (Space: 1999) (1975, két epizódban)
- A szupercsapat (The A-Team) (1986, egy epizódban)
- The Wizard (1986, három epizódban)
- Faerie Tale Theatre (1987, két epizódban)
- A szépség és a szörnyeteg (Beauty and the Beast) (1987–1990, 55 epizódban)
- Gyilkos sorok (Murder, She Wrote) (1990–1995, három epizódban)
- Going to Extremes (1992–1993, 17 epizódban)
- Kisvárosi rejtélyek (Picket Fences) (1993–1996, 15 epizódban)
- Babylon 5 (1995, egy epizódban)
- Mesék a kriptából (Tales From The Crypt) (1996, egy epizódban)
- Mr. és Mrs. Smith (Mr. & Mrs. Smith) (1996–1997, 12 epizódban)
- Pókember (Spider-Man) (1997, hang, négy epizódban)
- Herkules (Hercules: The Legendary Journeys) (1998, három epizódban)
- Sliders (1999–2000, két epizódban)
- Madigan Men (2000, 12 epizódban)
- Angyali érintés (Touched by an Angel) (2001, egy epizódban)
- Angel (2003, egy epizódban)
- Life Begins (2005–2006, nyolc epizódban)
- Trónok harca (Game of Thrones) (2012, két epizódban)

## Díjai
- Tony-díj (2000)
- BAFTA-díj
- A Brit Birodalom Rendje (OBE) (2008

## További információ
- Hivatalos oldal
- Roy Dotrice a PORT.hu-n (magyarul)
- Roy Dotrice az Internetes Szinkronadatbázisban (magyarul)
- Roy Dotrice az Internet Movie Database-ben (angolul)
- Roy Dotrice a Rotten Tomatoeson (angolul)